# 丹尼斯·博格坎普
丹尼斯·尼古拉斯·马里亚·博格坎普（荷蘭語：Dennis Nicolaas Maria Bergkamp，荷蘭語發音：[ˈdɛnəs ˈbɛrxkɑmp] ⓘ，1969年5月10日—），是已退役的荷蘭職業足球員。博格坎普原為出任翼鋒，其後轉型成為前鋒和輔鋒。穆德認為博格坎普在所有荷蘭國家足球隊的球員中，擁有最出色的技術；前阿森纳隊友亨利則認為博格坎普是「前鋒們夢想的搭檔」。
博格坎普出生於荷蘭阿姆斯特丹，他的父親為一名電氣技工。博格坎普小時候成為一位業餘足球員，在荷蘭低組別聯賽中踢球。11歲的時候，博格坎普被阿賈克斯的球探相中，並加入其青年軍訓練。他於1986年首次為球隊上陣，出色的表現令他獲得歐洲其他球會和國家隊垂青，並在1987年首次為荷蘭國家足球隊上陣。意大利甲組足球聯賽球隊國際米蘭於1993年簽下他，但他在意大利的表現令人失望。1995年，博格坎普轉隊至英格蘭超級足球聯賽球會阿森纳，並為槍手贏得三次英超冠軍及四次英格蘭足總盃冠軍，亦曾帶領球隊於2006年打進欧洲冠军联赛決賽，此場比賽亦是博格坎普的球員生涯中最後一場正式比賽。
在國家隊方面，博格坎普於1998年超越威爾克斯，成為當時荷蘭國家足球隊的史上首席射手。但這紀錄後來被克鲁伊维特、范佩西和亨特拉尔所超越。
博格坎普被認為是當代最出色的前鋒之一，他曾兩次成為國際足協年度最佳球員第三名，亦在2004年獲球王選入成為125位在世的最偉大的足球運動員的其中一員。2007年，柏金入選英格蘭足球名人堂，為首位和唯一一位入選的荷蘭足球員。博格坎普有恐飛症，因此被阿森纳球迷起了「不會飛的荷蘭人」（Non-Flying Dutchman）的綽號。

## 早期生涯
柏金出生於荷蘭阿姆斯特丹，成長於工人階級的家庭，在家中四兄弟中排行最小。柏金的父親為一名電氣技工，亦是一名業餘足球員。他的父親以的名字「Denis」來命名柏金，名字起初不獲戶籍管理員接受。其後為了符合荷蘭語的姓名拼寫習慣，柏金的名字在「E」和「N」中間再加上一個「N」。柏金的家庭信奉天主教，小時候的柏金定期前往教堂參加教會活動。雖然柏金曾經表示教會活動對他不吸引，但他仍維持他的宗教信仰。

## 职业生涯

### 阿積士（1986年至1993年）
柏金於11岁时加入了阿積士的青訓系统。1986年12月14日，時任領隊克鲁伊夫於對陣洛達時，派遣柏金上陣，完成他在一線隊的首戰，最終阿積士以2比0擊敗對手。他於次年2月22日對陣哈勒姆足球會時，攻入首個一線隊入球，協助球隊大勝6比0。在1986-87赛季中，博格坎普为球队在所有賽事出场23次，包括在欧洲杯赛冠军杯對陣馬模時，首次於歐洲賽事上陣，柏金出色的表現亦換來讚賞。在對陣与莱比锡火车头的决赛中，博格坎普後備上陣，協助阿積士贏得冠軍。
之后几个赛季，博格坎普逐漸成为了阿贾克斯一线队的正選球员，他先為阿積士於1989-90赛季赢得荷兰甲組足球联赛冠军，為球隊五個賽季內首個聯賽冠軍。於1990-91賽季，他於36場比賽中射入26球，與PSV燕豪芬前鋒罗马里奥並列聯賽神射手。柏金在1991-92赛季跟隨阿積士贏得歐洲足協盃，阿積士於兩回合決賽中，憑着作客入球優惠制擊敗拖連奴獲得冠軍；而在1992-93赛季，柏金跟隨阿積士贏得荷兰杯。在決賽，阿積士以6比2擊敗海倫芬贏得冠軍。除此以外，他连续3年获得荷蘭頂級联赛神射手的獎項，亦成為1992年和1993年的荷蘭足球先生。柏金合共为阿贾克斯出场239次，射進122个入球。

### 国际米兰（1993年至1995年）
柏金在阿積士的表現吸引歐洲其他球會的注意，皇家馬德里為其中一間有興趣收購柏金的球會，但時任巴塞隆納領隊、也是當年他在阿賈克斯的恩師克鲁伊夫也有意把人帶到加泰隆尼亞，還建議他不要加盟皇馬。其後，柏金堅決要求前往意大利踢球，他認為意大利甲組足球聯賽為「世界上最大的聯賽」，並希望為国际米兰或尤文圖斯效力。1993年2月16日，柏金與隊友琼克一起轉會至国际米兰，轉會費為710萬歐元。柏金認為國際米蘭「符合他提出的所有要求」。球會的人員、主場和比賽風格是他轉會的最大原因。
1993年8月29日，柏金首次為國際米蘭上陣，於聖西路球場主場對陣莱尼亚诺，最終球隊以2比1勝出比賽。同年9月，他在對陣克雷莫納時攻入轉會後首個入球。柏金在意大利的首季只能在聯賽射入八球，其中一個原因是他無法適應意大利聯賽注重防守的風格；另一原因是時任國際米蘭領隊巴格諾利無法為球隊找到合適的前鋒組合，柏金、索萨和三名前鋒皆無法在球場入球。國際米蘭在於1993-94賽季的聯賽成績不佳，只是排名第十三，離降班區只差一分，導致教練於1994年2月被辭退，由前意大利國腳、獲得1982年世界盃的马里尼接任。雖然聯賽成績差，但在歐洲盃賽卻有出色的發揮。國際米蘭於1993–94年歐洲足協盃決賽中，兩回合以2比0擊敗薩爾斯堡紅牛，奪得冠軍。柏金於此項賽事中攻入8球，成為賽事中的神射手。其中，他在首圈首回合對陣布加勒斯特迅速的賽事裏，更一次完成「帽子戲法」，協助球隊以總比數5比1贏得比數。
柏金於國際米蘭的第二季，球隊再次更換教練，由比安奇接任。但柏金在此季的發揮差劣，在26場比賽中只能攻入5球。因他精神壓力大，以及在出戰1994年世界盃後出現疲勞而造成。於球場外，柏金與意大利媒體和球迷的關係令他感到不自在。柏金的性格怕人，賽後習慣立刻回家，被媒體理解為對人冷淡。其中一間意大利媒體設有「一星期最差表現奬」，媒體把「L'asino della settimana」重新命名為「Bergkamp della settimana」，以諷刺柏金在場上的表現。國際米蘭在此季以第六名完成聯賽賽事，亦無法再次贏得歐洲足協盃，因球隊在第二圈被淘汰出局。1995年2月，國際米蘭獲意大利商人莫拉蒂收購，並承諾注資讓球隊購買球員。在莫拉蒂收購球隊後一個月，球隊買下意大利前鋒甘斯，柏金在球隊的未來變得不明朗。

### 阿仙奴（1995年至2006年）

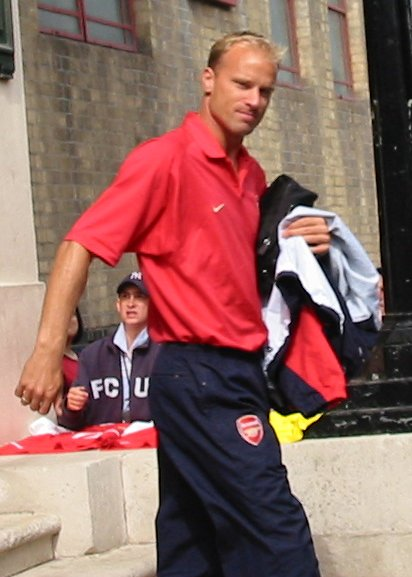
博格坎普

当在国际米兰的两个不愉快的赛季结束之后，博格坎普在1995年6月20日被阿仙奴的主帅里奥克签入队中，身价750萬英镑。开始一段时间，博格坎普不得不努力去适应英格兰足球的风格。在持续8场比赛的进球荒之后，他才在与南安普顿的比赛中打入了自己在英超的处子进球。之后，博格坎普的表现日渐稳定。作为隐藏在球队第一射手伊恩·胡禮身后的影子前锋，博格坎普出色地履行了这一职责，并与胡禮形成了强大的默契。在1995-96赛季里，博格坎普为阿森纳出场41次，打进16个进球。他出色的表现和优雅的球风，不仅让他赢得了球迷的爱戴，也赢得了诸如等资深球评人士“英超最佳外籍球员”的赞誉。
自1996年9月，法国人温格成为阿森纳的主教练以后，博格坎普迎来了他职业生涯的巅蜂时期。在1997-98赛季，博格坎普为阿森纳夺取联赛和足总杯“双冠王”立下了汗马功劳（尽管博格坎普遗憾地因伤错过了足总杯的决赛）。因为这个赛季的出色表现（出场40次，进22球。其中联赛出场28次，进16球），博格坎普也被票选为当年度的英国球员工会年度最佳球员。更加让人瞠目结舌的是，博格坎普凭借他在1997年9月英超联赛对莱斯特城的比赛中上演的帽子戏法，包揽了BBC名牌栏目今日比賽（Match of the Day）评选的'月度最佳进球'（'Goal of the Month'）的前三名，这一成就堪称前无古人，后无来者（至少至今无人打破）。他的出色表现也为他带来了一些其它重要奖项，如记者协会年度最佳球员以及赛季最佳进球。这个赛季也是博格坎普迄今为止联赛进球最多的赛季（16粒联赛入球）。唯一美中不足的是他在足总杯与西汉姆联的比赛中，因肘击对方球员盧馬斯被红牌罚下，并被足总追加停赛数场，尽管他本人坚持认为他是先被盧馬斯挑衅的。

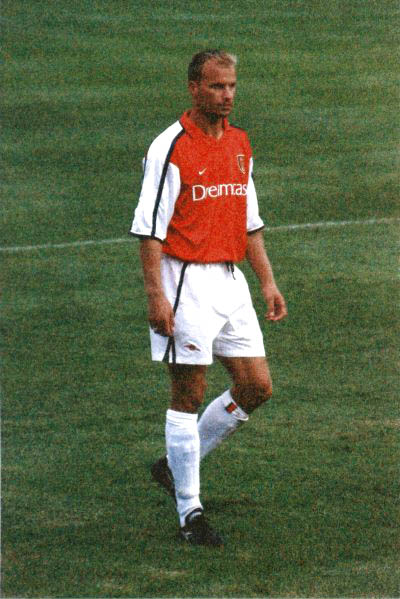
柏金2001

之后几个赛季，博格坎普虽然没能达到1997-98赛季的高度，但是由于他稳定的状态，他仍然作为一线队的常备球员为阿森纳效力。他在2002年再次帮助阿森纳夺取了联赛和足总杯的双冠王後，更於03-04賽季以26勝12和的成績奪得聯賽冠軍，成為自普雷斯頓於1889年後，115年來首支於頂級聯賽保持全季不敗的球隊。之后又分别赢得了两座足总杯冠军（2003年、2005年）和他个人的第三座英超联赛冠军奖杯（2005年）。不过球队的欧战成绩却一直不尽如人意。他们距离欧洲俱乐部赛事冠军奖杯最近的两次，一次是在1999-2000赛季的歐洲足協盃决赛中，点球负于土耳其联赛的冠军加拉塔沙雷。另一次是在2006年的欧洲冠军联赛的决赛中负于巴塞罗那，尽管他并没有上场。值得一提的是，这场比赛也直接导致了皮雷斯的离去。而在1998-99赛季足总杯半决赛对阵曼联的重赛中，博格坎普在打进即可取胜的情况下，罚丢一粒点球。从此以后，他再也没有罚过点球。尽管如此，他还是一如既往地贡献出了许多个精彩的入球。
博格坎普加盟英超被认为是英格兰足球历史上划时代的事件。这不仅仅是因为他是自1991年欧洲足联在希素球場慘劇之后作出的禁止所有英格兰球队参加欧洲俱乐部赛事的禁令解禁后，第一位加盟英格兰联赛的外籍世界级球星，更因为他是阿仙奴俱乐部自1990年代中期开始的复兴的功臣之一。为俱乐部作出的巨大贡献使他赢得了阿仙奴球迷的尊敬。有些阿仙奴球迷甚至为博格坎普起了“上帝”的绰号。
然而2004-05赛季后，博格坎普在阿仙奴的前景却不甚明朗。球队高层并不情愿给这样一位接近退休的老将一份新合同。博格坎普已经表态说，如果俱乐部没有给他一份新合约，他将会就此退役，而非回到老东家阿贾克斯结束自己的职业生涯，尽管后者已频频向他示好。不过在2004-05赛季结束后，由于博格坎普在该赛季的出色发挥（联赛中送出13次助攻），阿仙奴俱乐部高层还是给他提供了一份一年的新合同。
博格坎普共为阿仙奴打进了120个进球。他的前100个进球已经和亨利的前100粒入球一起收录在了《Centurions Dvd》中。2005-06赛季结束后，博格坎普宣告退役。他的告别赛於2006年7月22日在阿仙奴新建的酋长球场舉行，是新球場的首場比賽。

## 國家隊生涯
博格坎普在1990年9月26日第一次代表荷兰国家队出场，对手是意大利。而在他的第二场国家队比赛中，他就打入对手希腊一球。这也是他为荷兰国家队打进的37個进球的第一球。博格坎普的第一次国际大赛经历是随当时的卫冕冠军荷兰参加1992年欧洲足球锦标赛。博格坎普的优异表现不仅征服了所有观众，也同时征服了在场的后来签下他的国际米兰的球探。虽然博格坎普打进三球，成为球队最佳射手，但是随着范巴斯滕的主罚的点球被舒梅切尔扑出，荷兰还是在半决赛中被后来的冠军、黑马丹麦淘汰，遗憾地止步于四强。
博格坎普认为他的国家队生涯最美好的回忆是1994年的美国世界盃。的确，博格坎普在这届比赛中一如既往地给观众留下了深刻的印象。他不仅打满了荷兰的所有比赛，还在对阵巴西的四分之一决赛中打进了一个漂亮的进球。遗憾的是，荷兰最后以2-3负于最后的冠军巴西。而两年后在英格兰举行的1996年欧洲足球锦标赛对荷兰国家队来说则是一段伤心的回忆。球队为内讧所困扰。博格坎普仅打进了一个进球。而他的锋线搭档克鲁伊维特，也仅仅是在对已提前从小组出线的东道主英格兰的比赛中，打进一个聊以自慰的入球。这场比赛英格兰以4-1大胜。
在1998年法国世界盃中，博格坎普打进了3个进球。最让人难忘的自然是四分之一决赛对阵阿根廷时打入的制胜一球。当时博格坎普接到弗兰克·德波尔精准的50码长传，轻松用右脚脚背将来球卸下，随后轻巧地凌空右脚扣过对方后卫（Roberto Ayala）。最后面对紧张的守门员羅亞时，博格坎普在极小的角度用右脚外脚背搓出一记弧线球，球恰到好处地越过守门员，钻入球门远角。这个进球也被认为是世界杯历史上最为精彩的入球之一。不过，如同4年前一样，荷兰最终又一次倒在了巴西脚下。只不过这一次是在半决赛，终结他们的是荷兰人最不擅长的点球。
荷兰作为东道主之一举办的2000年欧洲足球锦标赛（另外一个东道主是比利时）是荷兰国家队近年来表现最好的一次。在少帅里杰卡尔德的带领下，荷兰打出了漂亮的全攻全守足球。他们先是从四支球队全部是前冠军的死亡之组与法国携手突围成功（该组有1984年冠军法国、1988年冠军荷兰、1992年冠军丹麦和1976年冠军捷克。捷克夺取冠军时为捷克斯洛伐克）。然而荷兰队在与意大利的半决赛中遭遇了不可思议的一幕，算上正赛中获得的两个点球，他们六次点球仅有一次命中，大多被意大利的神奇门将托尔多扑出。不过博格坎普在这届比赛中还是发挥了相当重要的作用。输给意大利以后，博格坎普宣布从此退出国家队。

## 生涯數據

### 球會
最後更新：2016年12月19日
| 球會     | 賽季     | 聯賽 | 聯賽 | 杯賽 | 杯賽 | 歐洲賽事 | 歐洲賽事 | 總計 | 總計 |
| 球會     | 賽季     | 出場 | 入球 | 出場 | 入球 | 出場     | 入球     | 出場 | 入球 |
| -------- | -------- | ---- | ---- | ---- | ---- | -------- | -------- | ---- | ---- |
| 阿積士   | 1986–87  | 14   | 2    | 5    | 0    | 4        | 0        | 23   | 2    |
| 阿積士   | 1987–88  | 25   | 5    | 1    | 0    | 6        | 1        | 32   | 6    |
| 阿積士   | 1988–89  | 30   | 13   | 3    | 3    | 1        | 0        | 34   | 16   |
| 阿積士   | 1989–90  | 25   | 8    | 2    | 1    | 1        | 0        | 28   | 9    |
| 阿積士   | 1990–91  | 33   | 25   | 3    | 1    | –        | –        | 36   | 26   |
| 阿積士   | 1991–92  | 30   | 24   | 3    | 0    | 11       | 6        | 44   | 30   |
| 阿積士   | 1992–93  | 28   | 26   | 4    | 4    | 8        | 3        | 40   | 33   |
| 阿積士   | 總計     | 185  | 103  | 21   | 9    | 31       | 10       | 237  | 122  |
| 國際米蘭 | 1993–94  | 31   | 8    | 13   | 9    | 11       | 8        | 55   | 25   |
| 國際米蘭 | 1994–95  | 21   | 3    | 3    | 1    | 2        | 1        | 26   | 5    |
| 國際米蘭 | 總計     | 52   | 11   | 16   | 10   | 13       | 9        | 81   | 30   |
| 阿仙奴   | 1995–96  | 33   | 11   | 8    | 5    | –        | –        | 41   | 16   |
| 阿仙奴   | 1996–97  | 29   | 12   | 4    | 2    | 1        | 0        | 34   | 14   |
| 阿仙奴   | 1997–98  | 28   | 16   | 11   | 5    | 1        | 1        | 40   | 22   |
| 阿仙奴   | 1998–99  | 29   | 12   | 8    | 3    | 3        | 1        | 40   | 16   |
| 阿仙奴   | 1999–00  | 28   | 6    | 0    | 0    | 11       | 4        | 39   | 10   |
| 阿仙奴   | 2000–01  | 25   | 3    | 5    | 1    | 5        | 1        | 35   | 5    |
| 阿仙奴   | 2001–02  | 33   | 9    | 6    | 2    | 7        | 3        | 46   | 14   |
| 阿仙奴   | 2002–03  | 29   | 4    | 7    | 1    | 5        | 2        | 41   | 7    |
| 阿仙奴   | 2003–04  | 28   | 4    | 4    | 1    | 6        | 0        | 38   | 5    |
| 阿仙奴   | 2004–05  | 29   | 8    | 5    | 0    | 4        | 0        | 38   | 8    |
| 阿仙奴   | 2005–06  | 24   | 2    | 3    | 0    | 4        | 1        | 31   | 3    |
| 阿仙奴   | 總計     | 315  | 87   | 61   | 20   | 47       | 13       | 423  | 120  |
| 生涯總計 | 生涯總計 | 552  | 201  | 98   | 39   | 91       | 32       | 741  | 272  |

### 國家隊上陣次數

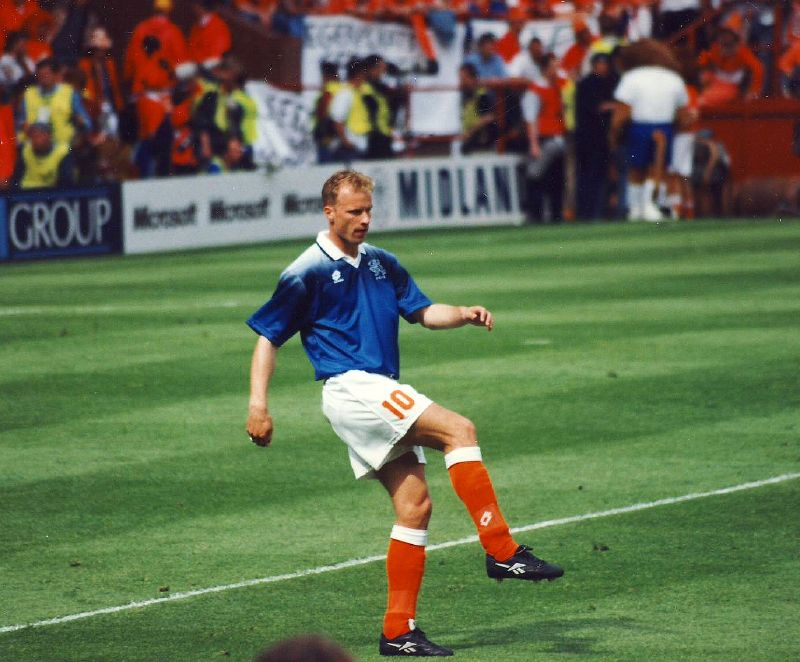
1996年為荷蘭隊上陣時的柏金

最後更新：2016年12月19日
| 球队           | 年份 | 出場 | 入球 |
| -------------- | ---- | ---- | ---- |
| 荷蘭國家足球隊 | 1990 | 4    | 3    |
| 荷蘭國家足球隊 | 1991 | 5    | 2    |
| 荷蘭國家足球隊 | 1992 | 11   | 7    |
| 荷蘭國家足球隊 | 1993 | 6    | 4    |
| 荷蘭國家足球隊 | 1994 | 11   | 6    |
| 荷蘭國家足球隊 | 1995 | 5    | 1    |
| 荷蘭國家足球隊 | 1996 | 10   | 6    |
| 荷蘭國家足球隊 | 1997 | 5    | 4    |
| 荷蘭國家足球隊 | 1998 | 9    | 3    |
| 荷蘭國家足球隊 | 1999 | 5    | 1    |
| 荷蘭國家足球隊 | 2000 | 8    | 0    |
| 總計           | 總計 | 79   | 37   |

### 國家隊入球
荷蘭隊的比數及入球列前。
| #   | 日期           | 地點                                 | 對手     | 入球 | 比數 | 比賽                   |
| --- | -------------- | ------------------------------------ | -------- | ---- | ---- | ---------------------- |
| 1.  | 1990年11月29日 | 荷蘭，鹿特丹，飛燕諾球場             | 希腊     | 1–0  | 2–0  | 1992年歐洲國家盃外圍賽 |
| 2.  | 1990年12月19日 | 馬爾他，塔加利，塔加利国家体育场     | 馬爾他   | 5–0  | 8–0  | 1992年歐洲國家盃外圍賽 |
| 3.  | 1990年12月19日 | 馬爾他，塔加利，塔加利国家体育场     | 馬爾他   | 7–0  | 8–0  | 1992年歐洲國家盃外圍賽 |
| 4.  | 1991年9月11日  | 荷蘭，埃因霍温，飛利浦球場           | 波蘭     | 1–1  | 1–1  | 友誼賽                 |
| 5.  | 1991年12月4日  | 希臘，塞薩洛尼基，卡凡佐格里歐體育場 | 希腊     | 1–0  | 2–0  | 1992年歐洲國家盃外圍賽 |
| 6.  | 1992年5月27日  | 荷蘭，錫塔德，幸運薛達球場           | 奥地利   | 2–0  | 3–2  | 友誼賽                 |
| 7.  | 1992年6月12日  | 瑞典，哥德堡，舊烏利維球場           | 苏格兰   | 1–0  | 1–0  | 1992年歐洲國家盃       |
| 8.  | 1992年6月18日  | 瑞典，哥德堡，舊烏利維球場           | 德国     | 3–1  | 3–1  | 1992年歐洲國家盃       |
| 9.  | 1992年6月22日  | 瑞典，哥德堡，舊烏利維球場           | 丹麦     | 1–1  | 2–2  | 1992年歐洲國家盃       |
| 10. | 1992年9月9日   | 荷蘭，埃因霍温，飛利浦球場           | 義大利   | 1–0  | 3–2  | 友誼賽                 |
| 11. | 1992年9月9日   | 荷蘭，埃因霍温，飛利浦球場           | 義大利   | 2–0  | 3–2  | 友誼賽                 |
| 12. | 1992年9月23日  | 挪威，奧斯陸，烏萊瓦爾體育場         | 挪威     | 1–1  | 1–2  | 1994年世界盃外圍賽     |
| 13. | 1993年4月28日  | 英格蘭，倫敦，                       | 英格兰   | 1–2  | 2–2  | 1994年世界盃外圍賽     |
| 14. | 1993年10月13日 | 荷蘭，鹿特丹，飛燕諾球場             | 英格兰   | 2–0  | 2–0  | 1994年世界盃外圍賽     |
| 15. | 1993年11月17日 | 波蘭，波茲南，波茲南市立球場         | 波蘭     | 1–0  | 3–1  | 1994年世界盃外圍賽     |
| 16. | 1993年11月17日 | 波蘭，波茲南，波茲南市立球場         | 波蘭     | 2–1  | 3–1  | 1994年世界盃外圍賽     |
| 17. | 1994年6月1日   | 荷蘭，埃因霍温，飛利浦球場           | 匈牙利   | 1–1  | 7–1  | 友誼賽                 |
| 18. | 1994年6月1日   | 荷蘭，埃因霍温，飛利浦球場           | 匈牙利   | 7–1  | 7–1  | 友誼賽                 |
| 19. | 1994年6月12日  | 加拿大，多倫多，多倫多大學體育場     | 加拿大   | 1–0  | 3–0  | 友誼賽                 |
| 20. | 1994年6月29日  | 美國，奧蘭多，柑橘碗體育場           | 摩洛哥   | 1–0  | 2–1  | 1994年世界盃           |
| 21. | 1994年7月4日   | 美國，奧蘭多，柑橘碗體育場           | 愛爾蘭   | 1–0  | 2–0  | 1994年世界盃           |
| 22. | 1994年7月9日   | 美國，達拉斯，棉花碗球場             | 巴西     | 1–2  | 2–3  | 1994年世界盃           |
| 23. | 1995年3月29日  | 荷蘭，鹿特丹，飛燕諾球場             | 馬爾他   | 2–0  | 4–0  | 1996年歐洲國家盃外圍賽 |
| 24. | 1996年6月4日   | 荷蘭，鹿特丹，飛燕諾球場             | 愛爾蘭   | 1–1  | 3–1  | 友誼賽                 |
| 25. | 1996年6月13日  | 英格蘭，伯明翰，維拉公園球場         | 瑞士     | 2–0  | 2–0  | 1996年歐洲國家盃       |
| 26. | 1996年11月9日  | 荷蘭，埃因霍温，飛利浦球場           |          | 1–0  | 7–1  | 1998年世界盃外圍賽     |
| 27. | 1996年11月9日  | 荷蘭，埃因霍温，飛利浦球場           | 6–0      |      | 7–1  | 1998年世界盃外圍賽     |
| 28. | 1996年11月9日  | 荷蘭，埃因霍温，飛利浦球場           | 7–1      |      | 7–1  | 1998年世界盃外圍賽     |
| 29. | 1996年12月12日 | 比利時，布魯塞爾，希素球場           | 比利时   | 1–0  | 3–0  | 1998年世界盃外圍賽     |
| 30. | 1997年2月26日  | 法國，巴黎，王子公園球場             | 法國     | 1–0  | 1–2  | 友誼賽                 |
| 31. | 1997年4月30日  | 聖馬力諾，塞拉瓦萊，聖馬力諾運動場   | 圣马力诺 | 1–0  | 6–0  | 1998年世界盃外圍賽     |
| 32. | 1997年4月30日  | 聖馬力諾，塞拉瓦萊，聖馬力諾運動場   | 圣马力诺 | 6–0  | 6–0  | 1998年世界盃外圍賽     |
| 33. | 1997年9月6日   | 荷蘭，阿姆斯特丹，阿姆斯特丹球場     | 比利时   | 3–1  | 3–1  | 1998年世界盃外圍賽     |
| 34. | 1998年6月20日  | 法國，馬賽，韋洛德羅姆球場           |          | 3–0  | 5–0  | 1998年世界盃           |
| 35. | 1998年6月29日  | 法國，圖盧茲，圖盧茲市政球場         | 南斯拉夫 | 1–0  | 2–1  | 1998年世界盃           |
| 36. | 1998年7月4日   | 法國，馬賽，韋洛德羅姆球場           | 阿根廷   | 2–1  | 2–1  | 1998年世界盃           |
| 37. | 1998年10月9日  | 荷蘭，阿姆斯特丹，阿姆斯特丹球場     | 巴西     | 1–0  | 2–2  | 友誼賽                 |

## 技術特點
由於博格坎普出身自阿積士, 司職中鋒, 入球不少, 而且身型高瘦, 總被球途喻為新雲巴士頓, 但自加盟阿仙奴後, 博格坎普慢慢由負責沖鋒陷陣的中鋒後撤為善於組織的策劃型前鋒。
博格坎普有非常出色的腳法與球商，最強大的特色是一腳觸球處理相當精確，能夠非常精簡的以兩三個動作完成其他人要更多動作的過程，他處理球幾乎沒有多餘的動作，總以最簡單直接沒有多餘的動作完成得分，因此被認為球風飄逸優雅，具觀賞性。

## 獎項
球會

| 阿積士 - 荷蘭甲組足球聯賽 冠軍：1989/1990年 - 荷蘭盃 冠軍：1986/87年、1992/93年 - 歐霸盃 冠軍：1991/92年 - 歐洲盃賽冠軍盃 冠軍：1986/87年 國際米蘭 - 歐霸盃 冠軍：1993/94年 阿仙奴 - 英格兰足球超级联赛 冠軍：1997/98年、2001/02年、2003/04年 - 英格蘭足總盃 冠軍：1997/98年、2001/02年、2002/03年、2004/05年 - 英格蘭慈善盾 冠軍：1998年、2002年、2004年 - 歐洲聯賽冠軍盃 亞軍：2005/06年 - 歐洲足協盃 亞軍：2000年 國家隊 荷蘭國家隊 - 世界盃第四名：1998年 | 個人 - 荷蘭足球先生：1991年,1992年 - 荷蘭甲組足球聯賽神射手：1990/91, 1991/92, 1992/93 - 金球獎第二名：1993年 - 金球獎第三名：1992年 - 歐洲國家盃神射手：1992年 - 歐霸盃神射手：1994年 - 國際足協年度最佳球員第三名：1993年,1997年 - FIFA 100 - 英格蘭足球名人堂：2007年 - 英超最佳入球：1997/98年, 2001/02年 - 英格蘭PFA足球先生：1997/98年 - 英格蘭FWA足球先生：1997/98年 - PFA年度最佳陣容：1997/98年 - 英超每月最佳球員：1997年8月,1997年9月,2002年3月,2004年2月 |

## 独特的球风
博格坎普不是“进球机器”式的前锋。他的进球质量要远远胜于数量。他经常轻松地在场上甩下好几名目瞪口呆的后卫，扬长而去。他习惯于从禁区外射门或者带球突破入禁区射门得分。下面以2002年3月2日英超联赛对阵紐卡素的比赛中，他打进的不可思议的入球为例（这个进球也是那个赛季的最佳入球）。
- 博格坎普在禁区外背对球门等球，身后对方的希腊后卫尼科劳斯·达比萨斯（Nikolaos Dabizas）对他进行贴身盯防。
- 本队中场皮雷斯从左路传出一脚长距离地滚传球。
- 博格坎普没有看后卫，就伸出腿一脚触球。
- 球划出一道小弧线绕过后卫，博格坎普从后卫的另一侧转身，成功地背身人球分过。
- 博格坎普甩开了后卫，他之后所做的只是单独面对目瞪口呆的对方爱尔兰籍守门员吉文（Shay Given）将球打进。

整个进球过程中，博格坎普没有看达比萨斯一眼，而达比萨斯却看到了博格坎普的一举一动。
这个进球显示了博格坎普极其优异的球感和控球技术。他在触球一瞬间就控制好了皮球（而其他优秀前锋往往会选择先将球停下再做动作，这会给后卫充裕的反应时间）。此外他出色的摆脱能力和对花活的独特偏好也得以彰显。

## 媒體
柏金曾經成為EA Sports公司FIFA系列電玩遊戲FIFA 99中的封面球星；亦於FIFA 14中成為傳奇球星之一。